# Зинченко, Александр Васильевич
Алекса́ндр Васи́льевич Зи́нченко (укр. Олександр Васильович Зінченко; род. 31 июля 1971 года, Киев, УССР, СССР) — украинский общественный и политический деятель. Лидер киевского «Антимайдана». С мая 2014 года — Председатель Исполнительного комитета «Народного фронта Новороссии».

## Биография
Родился 31 июля 1971 года в городе Киеве в семье рабочих.
В 1987 году окончил школу № 3 города Киева. В 2011 году окончил магистратуру Национального педагогического университета имени М. П. Драгоманова по специальности «Социальная работа и управление».
В 2013 году стал слушателем НАГУ по специальности «Управление общественным развитием».
В 2010 году стал генеральным директором ООО «Инновационные технологии в строительстве».

## Общественная деятельность
с 1987—2005 гг. 1989- коммерческий директор ОО « Анекс». 1992- директор СТО «Ина».
В 2005—2006 гг. работал в Службе спасения детей.
С 2006 по 2010 год занимал должность заместителя директора общественной организации «Дом-интернат „Любовь“».
В январе 2010 года вместе со своей женой Ольгой Зинченко создаёт благотворительный фонд «За новую жизнь», основной целью которого является реализация благотворительных программ по поддержке пожилых людей, детей-сирот и детей-инвалидов.
В настоящее время продолжает лично заниматься Центром реабилитации для людей, которые попали в трудные жизненные ситуации. За период работы под его началом в Центре прошли реабилитацию и стали полноценными членами общества около 2000 человек.

## Политическая деятельность
В 2011 году создает и возглавляет Всеукраинский союз общественных организаций «Молодь! Громада! Влада!», объединяющий 120 общественных организаций Украины. В 2012 году на выборах в Верховную Раду организация выставила наблюдателей во всех избирательных округах Украины, внеся значительный вклад в обеспечение транспарентности и демократичности процесса голосования и подсчета голосов.
В 2012 году был помощником руководителя избирательного штаба № 91 в городе Фастов Киевской области на парламентских выборах от Партии Регионов. В том же году возглавляет общественное движение «Молчать об этом — преступление!», во главе которой проводит ряд успешных акций против аптечной наркомании. В рамках общеукраинской антинаркотической кампании организации удалось добиться постановки на предметно-количественный учёт лекарственного средства двойного назначения «тропикамид», которое производилось принадлежащей олигарху Филе Жебровской АО «Фармак» и массово использовалось украинской молодежью в качестве наркотика.
В 2012 года становится заместителем главы общественного совета при Киевской областной государственной администрации, а в 2013 году — заместителем главы общественного совета при Киевской городской государственной администрации.
В 2013—2014 гг. был комендантом киевского «Антимайдана».
В 2014 году возглавил Национального движения «Единение».
С мая 2014 года является Председателем Исполнительного комитета «Народного Фронта Новороссии».

### Киевский «Антимайдан»
С середины ноября 2013 года до февраля 2014 года Александр Зинченко был комендантом палаточного лагеря «Антимайдана» в Мариинском парке. В этот период «Антимайдан» по сути становится единственным общественно-политическим и идеологическим противовесом и альтернативой киевскому Евромайдану. Киевский «Антимайдан» придал импульс сепаратистскому движению на всей территории Юго-Востока Украины.

### Народный фронт
24 мая 2014 года наряду с Олегом Царёвым, Павлом Губаревым, Константином Долговым, Владимиром Роговым и Денисом Пушилиным был одним из организаторов Съезда народных представителей в Донецке, на котором было образовано общественно-политическое движение «Народный фронт». Будучи лидером киевского «Антимайдана», представлял на съезде Киев.

### Политические взгляды
Сторонник тесного сотрудничества с Россией и странами СНГ. Поддерживает создание Евразийского экономического союза и активизацию взаимодействия c ШОС и БРИКС. Противник политики евро-атлантического экспансионизма.
Выступает за более широкую автономию регионов и местных администраций Украины, которые через систему всенародно избранных и контролируемых населением советов должны, по мнению Зинченко, самостоятельно решать все основные вопросы своего политико-экономического, социального и культурного развития.
Поддерживает идею введения государственной монополии в стратегических отраслях промышленности при одновременном создании максимально благоприятных условий для свободного развития малого и среднего бизнеса.
Является приверженцем традиционных (прежде всего христианских) ценностей.